# آموزش برنامه‌ای
آموزش برنامه‌ای (به انگلیسی: Programmed instruction) روشی آموزشی انفرادی است که مواد آموزشی را به واحدهایی کوچک تقسیم کرده و به صورت تدریجی و در گام‌های تنظیم‌شده‌ای به دانش‌آموزان ارائه می‌کند. دانش‌آموزان با سرعتی که خود انتخاب می‌کنند این مطالب را گام به گام مطالعه کرده، و پس از تکمیل هر مرحله جهت آزمایش فهم آنها، و قبل از ورود به گام بعد، به یک سؤال امتحانی پاسخ داده، یا جدولی را پر می‌کنند. آن‌ها بلافاصله پس از دادن امتحان پاسخ صحیح سؤال را مشاهده کرده یا اطلاعات اضافه‌تری در مورد آن سؤال را دریافت می‌کنند.

## تاریخچه مختصر آموزش برنامه‌ای
در سال ۱۹۵۴، در زمینه آموزش، نظریه جدید و نوید بخشی پدید آمد. اسکینر در یک مقاله معروف با عنوان «علم یادگیری و هنر تدریس» بیماری‌های موجود تدریس و یادگیری را در مدارس تحلیل کرد و راه درمان آن را پیشنهاد نمود. اسکینر در آزمایش با موش‌ها و کبوترهایش به یافته‌های جدیدی دست یافته بود و بر اساس همین یافته‌ها بود که آموزش برنامه‌ای را پیشنهاد کرد.

## اصول آموزش برنامه‌ای
این روش بر مبنای اصول یادگیری زیر درست شده‌است:
1. ارائه مطالب: در گام‌ها یا مراحل کوچک در برنامه آموزشی، موضوع یادگیری یا مطالب آموزشی به بخش‌های کوچکی تقسیم می‌شود و یاد گیرنده هر بار مقدار اندکی از آنچه را که قرار است یاد بگیرد دریافت می‌کند و به تدریج از یک مرحله به مرحله بعدی پیش می‌رود. در اصطلاح آموزش برنامه‌ای به این مراحل یا گام‌ها قاب آموزشی می‌گویند.
2. پاسخدهی فعال: در آموزش برنامه‌ای از یاد گیرنده خواسته می‌شود تا در تمامی مراحل یادگیری به‌طور فعال در گیر شود، مثلاً سؤالی را جواب دهد، شکلی را رسم کند، یا مسئله‌ای را حل نماید.
3. تقویت فوری: از راه دریافت باز خورد در آموزش برنامه‌ای، پاسخ مطلوب یادگیرنده بلافاصله تقویت می‌شود. این تقویت از راه آگاه کردن یادگیرنده از نتیجه پاسخی که داده است یعنی از راه بازخورد انجام می‌شود.
4. سرعت شخصی یادگیرنده: در جریان یادگیری چنان‌که گفتیم آموزش برنامه‌ای یک روش آموزش فردی است. از این رو، یادگیرندگان مختلف مجبور نیستند پا به پای هم حرکت کنند، بلکه هر کس مطابق با توانایی و با سرعت مناسب خودش به پیش می‌رود.[۲]